# Melissa (mitologia)
Melissa (in greco antico: Μέλισσα, Melissa) è una ninfa della mitologia greca. 
Il suo nome è collegato al termine μέλι (méli, miele) e mélissa ha il significato di "produttrice di miele", ossia di ape.
Melissa fu incaricata di allevare il dio Zeus fanciullo, nascosto sul monte Ida dalla madre Rea per sfuggire al padre Crono, il quale divorava tutti i suoi figli neonati per evitare di essere spodestato da uno di loro, come aveva predetto un oracolo. Melissa ebbe il compito di nutrirlo con il miele, mentre la capra Amaltea lo allattava. Curò anche Amaltea quando il dio le spezzò per errore un corno, che poi divenne la cornucopia.
Secondo un altro mito eziologico greco Melissa fu amata dal dio Apollo, che trascurò per lei il suo compito di guidare il carro del sole, e fu quindi trasformata in ape.